# Filialkirche Glinzendorf

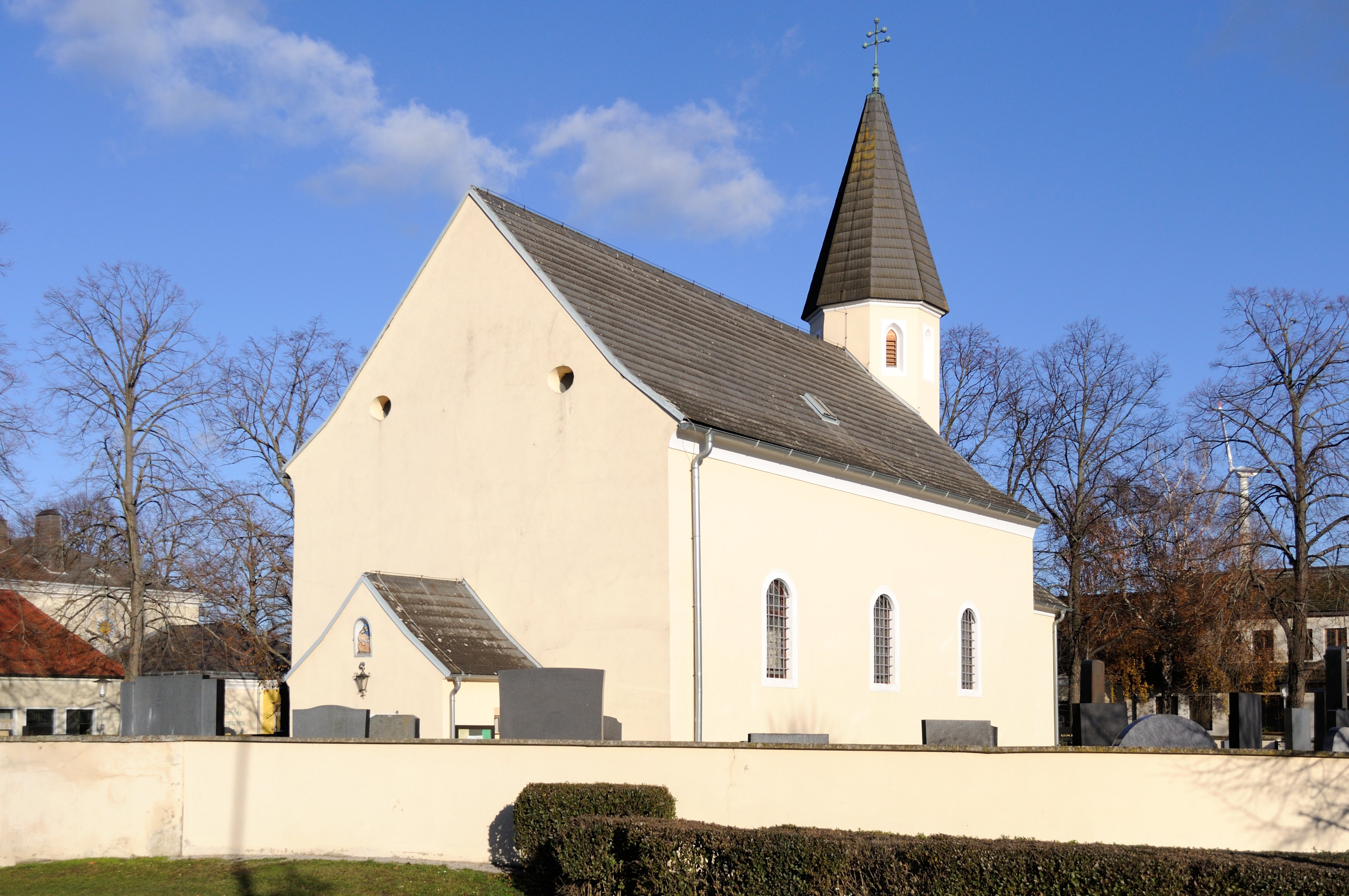
Filialkirche hl. Katharina in Glinzendorf

Die römisch-katholische Filialkirche Glinzendorf steht in der Gemeinde Glinzendorf im Bezirk Gänserndorf in Niederösterreich. Sie ist der heiligen Katharina geweiht und gehört zur Pfarre Markgrafneusiedl im Dekanat Marchfeld im Vikariat Unter dem Manhartsberg der Erzdiözese Wien. Das Bauwerk steht unter Denkmalschutz (Listeneintrag).

## Lagebeschreibung
Die Kirche steht in der Angermitte im Ortszentrum von Glinzendorf. Sie ist von einem Friedhof umgeben.

## Geschichte
Das Langhaus und der Chor sind im Kern romanisch und stammen aus der zweiten Hälfte des 13. Jahrhunderts. Ende des 17. Jahrhunderts erfolgte eine Barockisierung.

## Architektur

### Kirchenäußeres
Die Kirche hat einen schlichten Außenbau. Das Langhaus weist gefaschte Rundbogenfenster auf. Der Chor ist eingezogen und hat einen geraden Schluss. Die Rundbogenfenster im Chor weisen frühgotisches Maßwerk auf. darüber ist ein kleiner achteckiger Kirchturm mit Pyramidenhelm. Dieser wurde 1913 erneuert.

### Kircheninneres
Das Langhaus der Kirche ist dreijochig und kreuzgratgewölbt und lagert auf flachen Wandpfeilern. Ein gedrungener Triumphbogen trennt den Chorraum vom Langhaus. Der spätromanische Chor ist tonnengewölbt. Die dreiteilige Orgelempore im Westen ruht auf toskanischen Säulen. Nordseitig schließt eine barocke, tonnengewölbte Sakristei an den Chor an. Diese ist leicht erhöht, da sich unterhalb eine Gruft befindet.

## Ausstattung
Der klassizistische Hochaltar stammt vom Anfang des 19. Jahrhunderts. Das Altarbild zeigt die „Vermählung der heiligen Katharina“. Die Seitenaltäre wurden Mitte des 19. Jahrhunderts aufgebaut. Auf dem linken Seitenaltar steht eine Herz Jesu-Figur, auf dem rechten die heilige Maria. Die Kanzel stammt vom Anfang des 19. Jahrhunderts. Ein barockes Bild zeigt die „Kreuzabnahme“. Es wurde in der ersten Hälfte des 18. Jahrhunderts gemalt. Außerdem befinden sich in der Kirche Figuren der Heiligen Rochus und Sebastian vom Ende des 17. Jahrhunderts, sowie Figuren der Heiligen Florian und Georg aus der Mitte des 18. Jahrhunderts.

## Orgel
Die Orgel stammt aus dem Jahr 1842 von Franz Ullmann.